# کاهاتاگاستنا
کاهاتاگاستنا (به لاتین: Kahatagastenna) یک منطقهٔ مسکونی در سری‌لانکا است که در استان مرکزی (سری‌لانکا) واقع شده‌است.